# Vila Nova de Gaia

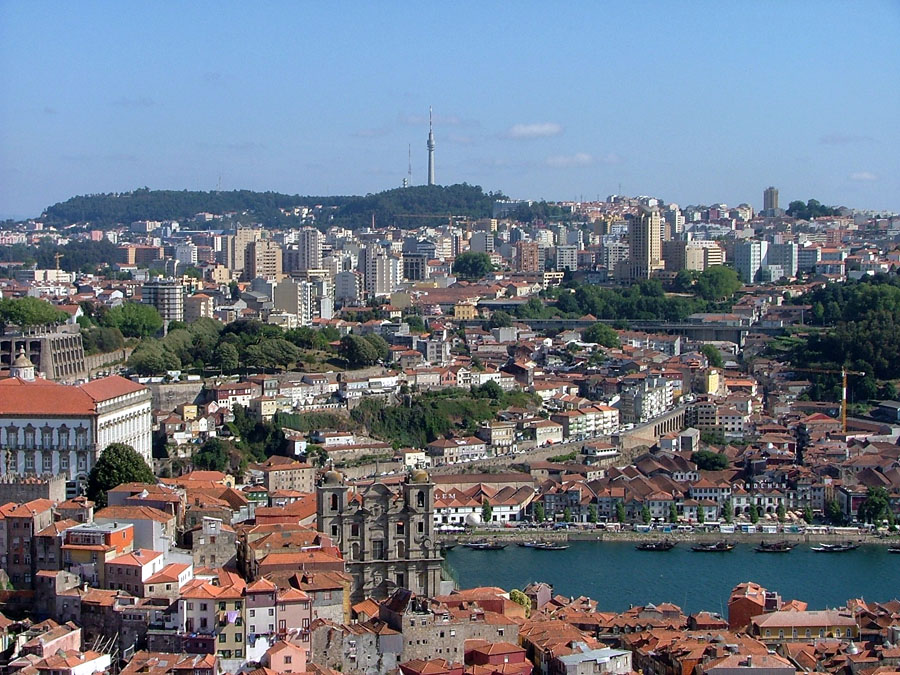
Blick von Porto über den Douro auf Vila Nova de Gaia

Vila Nova de Gaia [ˈvilɐ ˈnɔvɐ dɯ ˈɡaiɐ] (kurz: Gaia) ist eine Stadt und ein Kreis (concelho) in Portugal. Sie liegt an der Atlantikküste am Südufer des dort mündenden Douro, gegenüber von Porto am anderen Flussufer. Die Stadt Vila Nova de Gaia hat etwa 180.000 Einwohner. Ihr werden 7 der 15 Gemeinden (freguesías) des Kreises Vila Nova de Gaia zugerechnet, nämlich Canidelo, Gulpilhares e Valadares, Madalena, Mafamude e Vilar do Paraíso, Oliveira do Douro, Santa Marinha e São Pedro da Afurada und Vilar de Andorinho. Vila Nova de Gaia ist das Zentrum der Portweinproduktion. Die Uferpromenaden, Bars und Restaurants am Cais de Gaia sind neben den Portweinkellern das bedeutendste touristische Ziel Vila Nova de Gaias.
Der Kreis Vila Nova de Gaia ist mit rund 300.000 Einwohnern nach Lissabon und Sintra der drittgrößte Kreis Portugals. Die Kreisverwaltung (Câmara Municipal) hat ihren Sitz in der Gemeinde Mafamude e Vilar do Paraíso.

## Geschichte

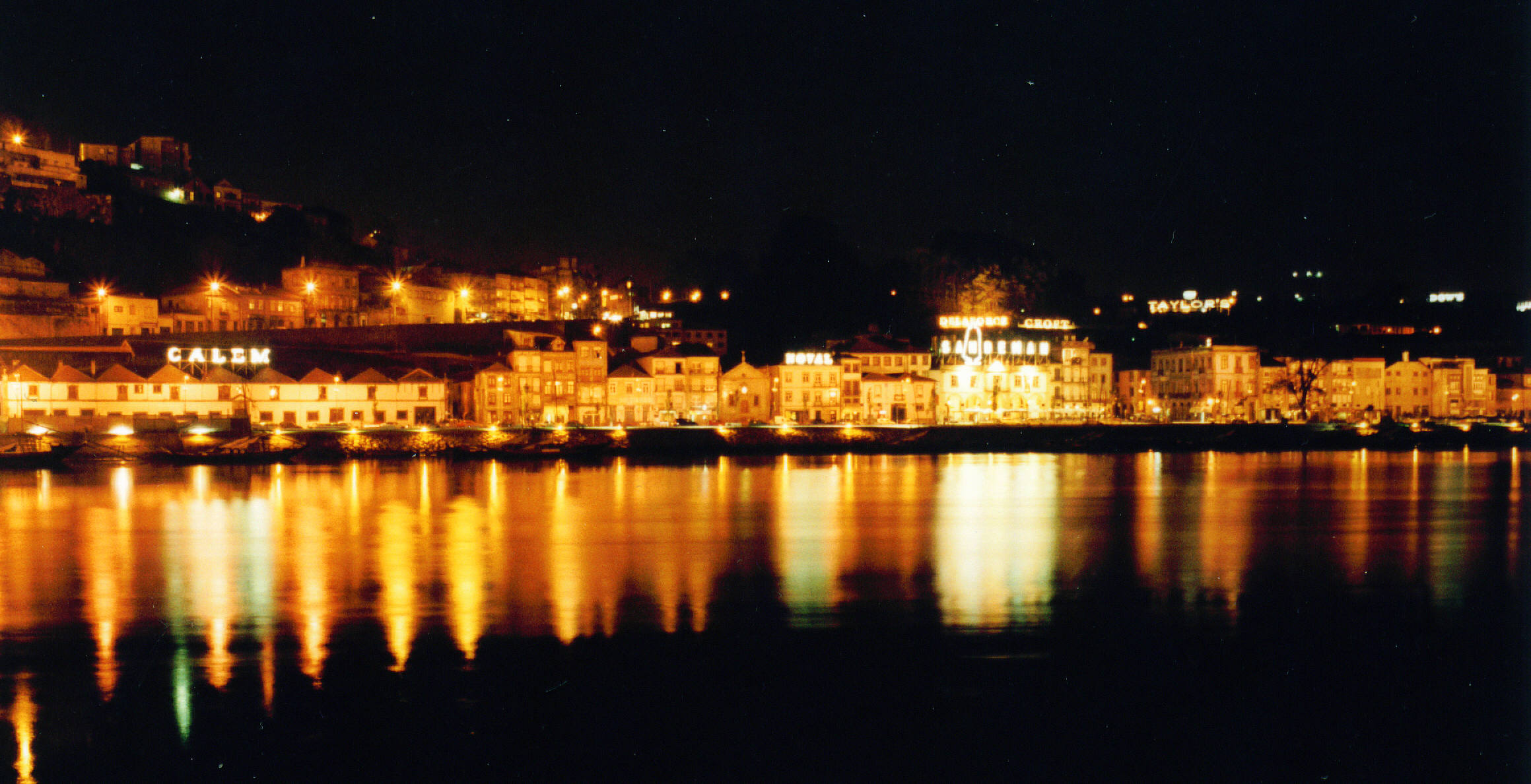
Vila Nova de Gaia bei Nacht

Im Jahr 1255 wurde die Siedlung Vila de Gaia durch ein Edikt von König Alfons III. erstmals urkundlich erwähnt. 1288 wurde eine Ansiedlung namens Vila Nova de Rei erwähnt, von dem später nur noch der Namensbestandteil Vila Nova übrig blieb. Das Edikt von König Manuel I. im Jahr 1518 verlieh den Orten Vila Nova und Vila de Gaia Selbstverwaltungsrechte. Im 18. Jahrhundert entwickelten sich die Orte durch die Ansiedlung ausländischer Handelsleute im Rahmen der Portweinproduktion zu schnell wachsenden Ansiedlungen von Seeleuten, Handwerkern und Geschäftsleuten. Am 20. Juni 1834 vereinigten sich die beiden Orte zu der noch heute bestehenden Gemeinde Vila Nova de Gaia. Per Edikt von Königin Maria II. erhielt Vila Nova de Gaia im Jahre 1841 das Stadtrecht.

## Wirtschaft und Verkehr
Wichtiger Wirtschaftsfaktor in Vila Nova de Gaia sind die ausgedehnten Hallen der Portweinproduzenten am Südufer des Douro, in denen der Portwein Jahre bis Jahrzehnte reift. Der Fremdenverkehr hat an Bedeutung gewonnen, insbesondere in den Portweinkellereien und der ausgebauten Uferpromenade.
Der öffentliche Personennahverkehr wird durch die Metro do Porto und die Sociedade de Transportes Colectivos do Porto betrieben. Die Vororte werden durch die CP Urbanos do Porto bedient. Die Teleférico de Gaia verbindet den Cais de Gaia mit der oberen Etage der Ponte Dom Luís I und dem Kloster von Serra do Pilar.
Vila Nova de Gaia bzw. der Bahnhof Vila Nova de Gaia liegt an der Linha do Norte.

## Sport
Die Männermannschaft des am 17. Juni 2011 gegründeten Valadares Gaia FC spielt seit 2014 in der ersten Liga der Distriktmeisterschaft von Porto, die der Frauen in der höchsten Spielklasse der nationalen Meisterschaft von Portugal.

## Kreis Vila Nova de Gaia

### Nachbarkreise
Die Nachbarkreise sind (im Uhrzeigersinn im Norden beginnend): Porto, Gondomar, Santa Maria da Feira sowie Espinho.
|                      | Porto                                       | Gondomar             |
| (Atlantischer Ozean) | Kompassrose, die auf Nachbargemeinden zeigt | Gondomar             |
|                      | Espinho                                     | Santa Maria da Feira |

Die folgenden Gemeinden (freguesias) liegen im Kreis Vila Nova de Gaia:

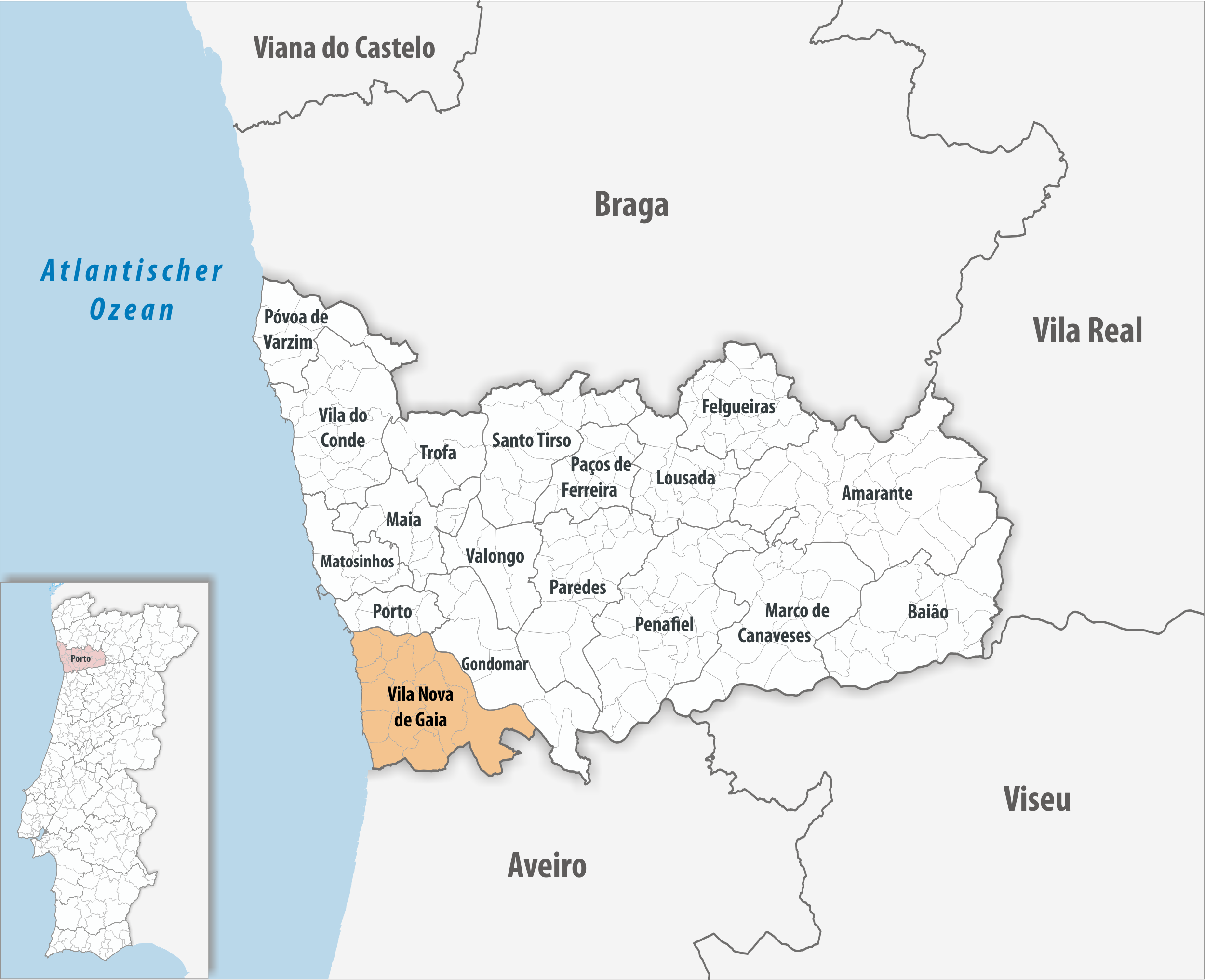
Kreis Vila Nova de Gaia

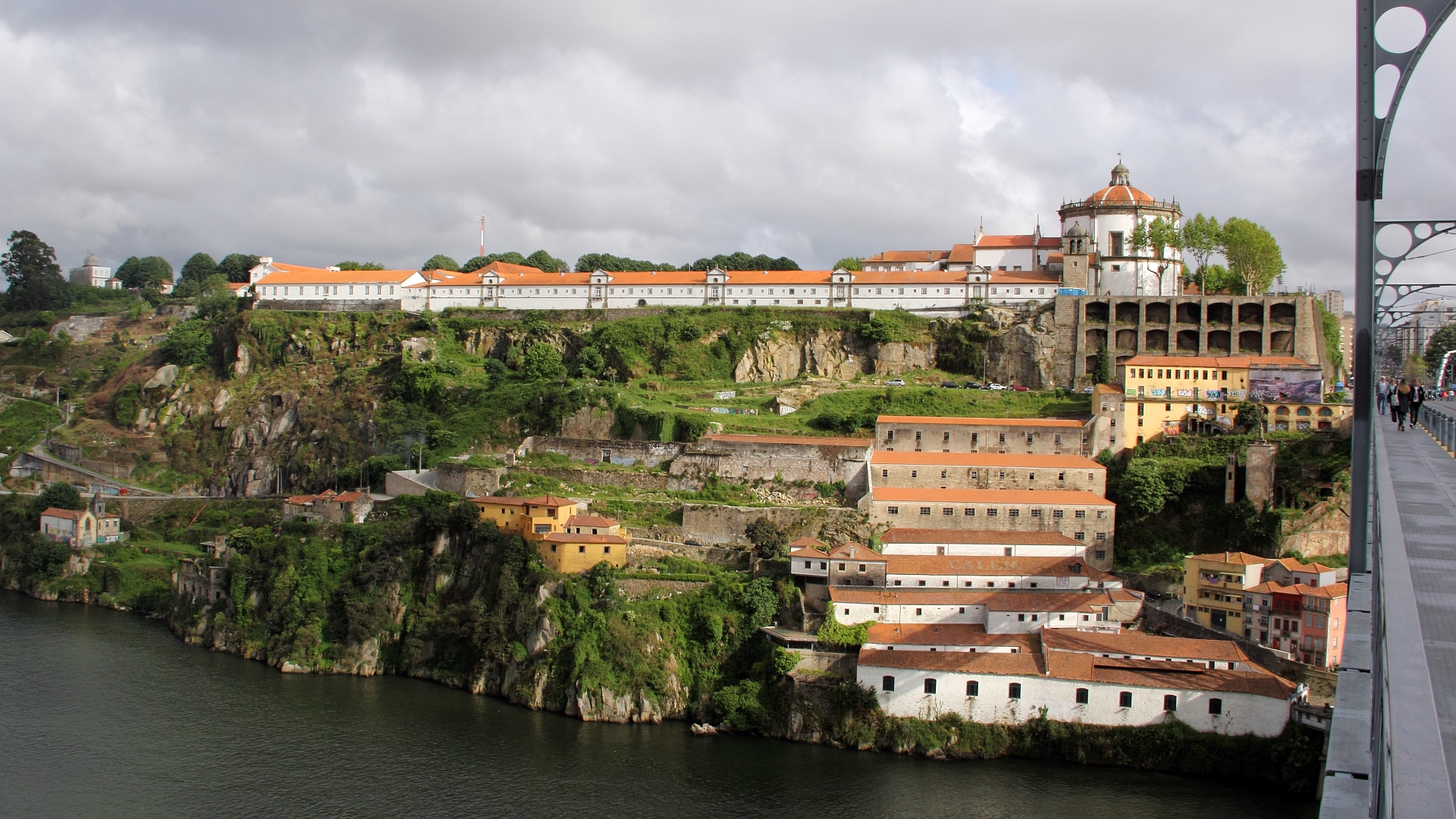
Kloster Serra do Pilar, darunter Weinlagerhäuser

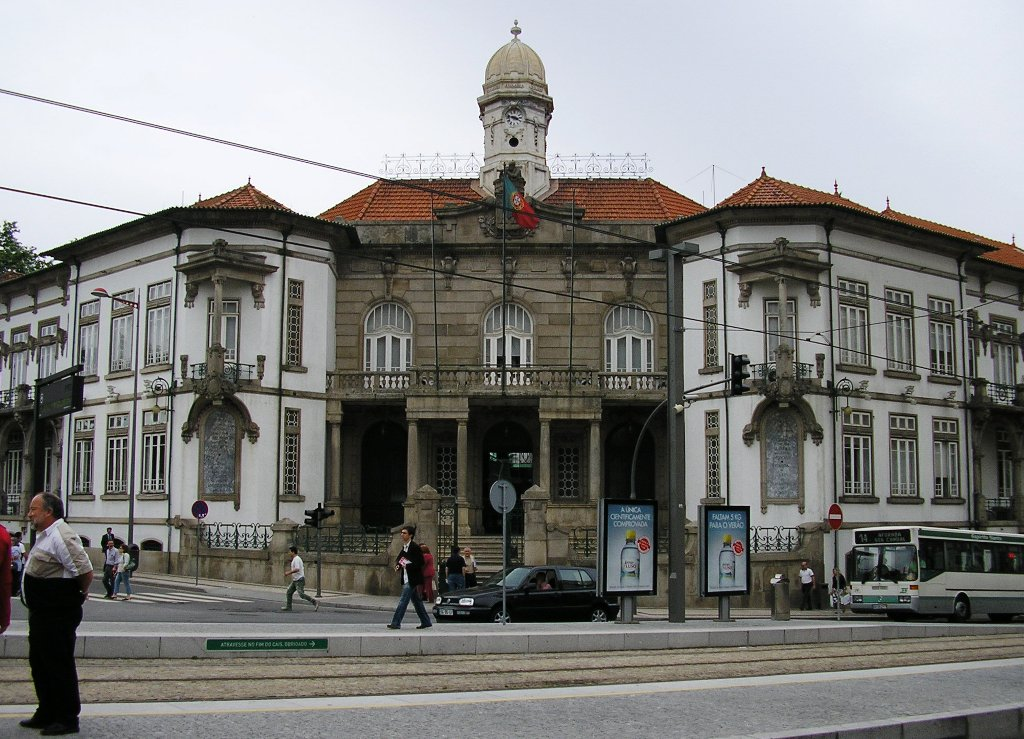
Das Rathaus (Câmara Municipal)

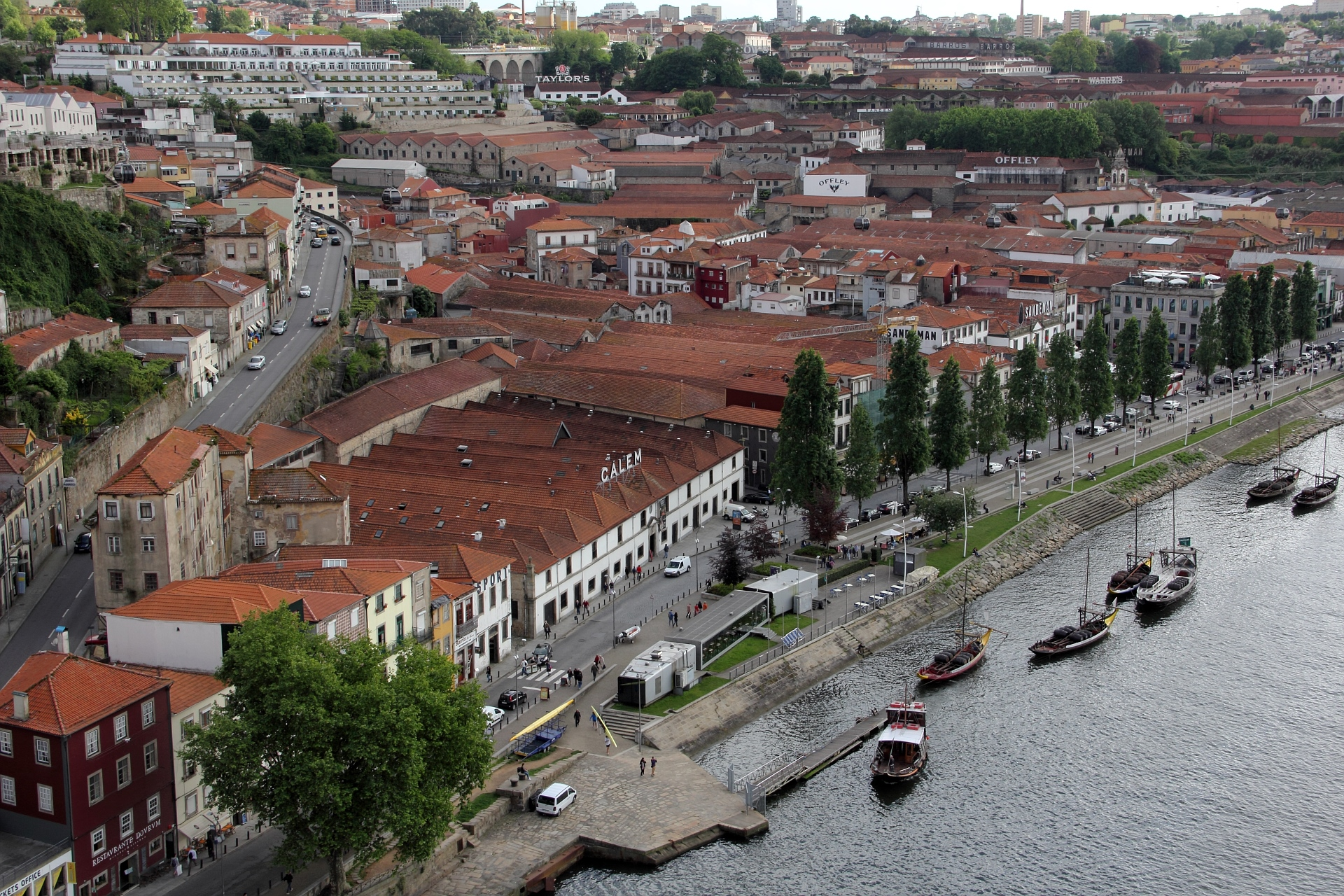
Weinlagerhäuser in Vila Nova de Gaia

| Gemeinde                             | Einwohner (2021) | Fläche km² | Dichte Einw./km² | LAU- Code |
| ------------------------------------ | ---------------- | ---------- | ---------------- | --------- |
| Arcozelo                             | 15.144           | 8,50       | 1.783            | 131701    |
| Avintes                              | 10.836           | 8,82       | 1.228            | 131702    |
| Canelas                              | 13.918           | 6,90       | 2.017            | 131703    |
| Canidelo                             | 28.054           | 8,93       | 3.141            | 131704    |
| Grijó e Sermonde                     | 12.018           | 12,99      | 925              | 131725    |
| Gulpilhares e Valadares              | 22.322           | 10,61      | 2.103            | 131726    |
| Madalena                             | 10.551           | 4,69       | 2.250            | 131709    |
| Mafamude e Vilar do Paraíso          | 52.844           | 10,57      | 4.997            | 131727    |
| Oliveira do Douro                    | 22.615           | 7,54       | 3.001            | 131712    |
| Pedroso e Seixezelo                  | 20.226           | 20,88      | 969              | 131728    |
| Sandim, Olival, Lever e Crestuma     | 15.956           | 34,16      | 467              | 131729    |
| Santa Marinha e São Pedro da Afurada | 34.032           | 6,91       | 4.922            | 131730    |
| São Félix da Marinha                 | 13.560           | 7,93       | 1.710            | 131717    |
| Serzedo e Perosinho                  | 13.745           | 11,97      | 1.148            | 131731    |
| Vilar de Andorinho                   | 18.003           | 7,07       | 2.548            | 131723    |
| Kreis Vila Nova de Gaia              | 303.824          | 168,47     | 1.803            | 1317      |

### Bevölkerungsentwicklung

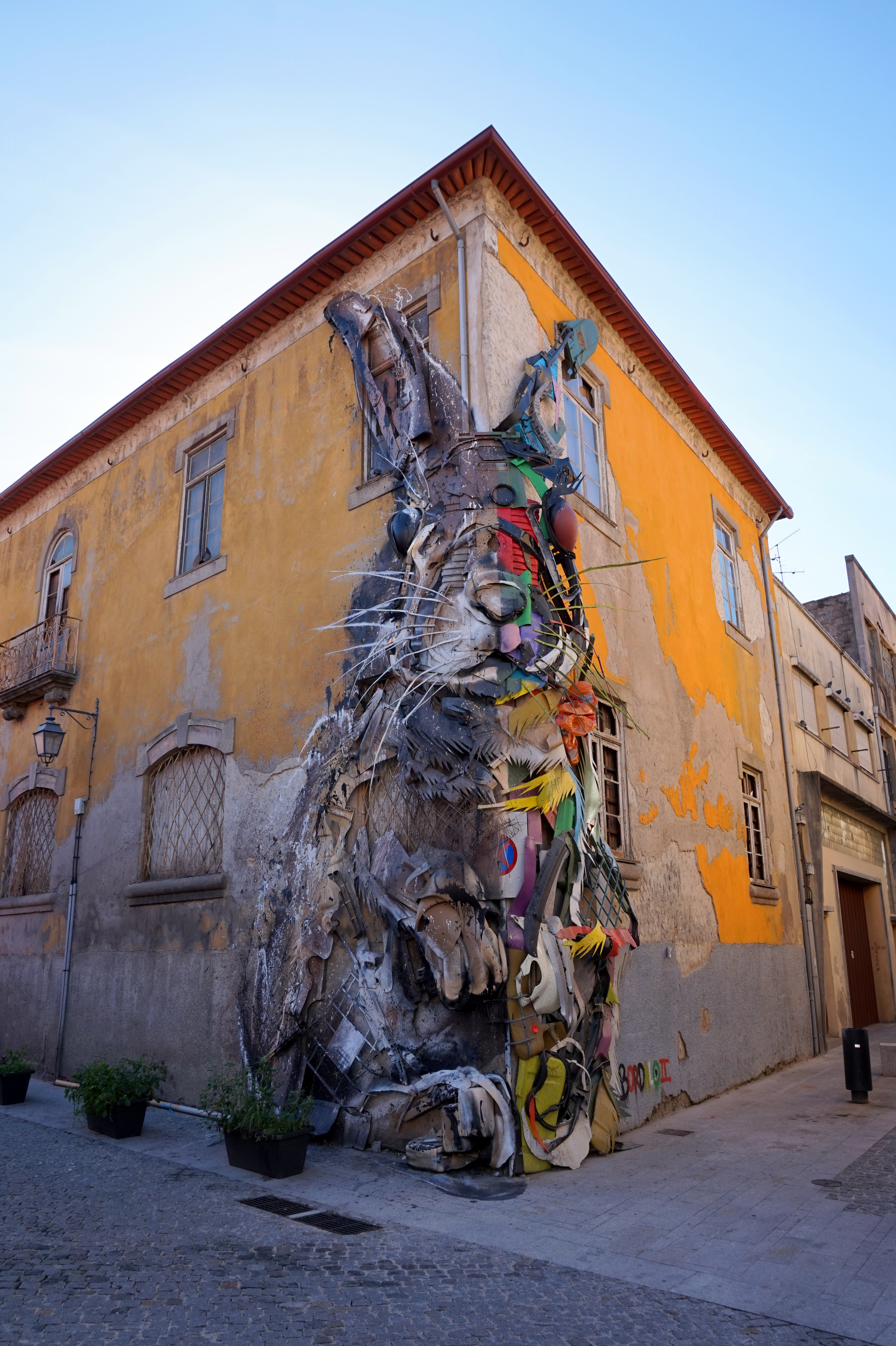
Streetart aus Abfall von Artur Bordalo (BordaloII, Bordalo secundo) in Vila Nova de Gaia (2017)

| Einwohnerzahl im Kreis Vila Nova de Gaia (1801–2011) | Einwohnerzahl im Kreis Vila Nova de Gaia (1801–2011) | Einwohnerzahl im Kreis Vila Nova de Gaia (1801–2011) | Einwohnerzahl im Kreis Vila Nova de Gaia (1801–2011) | Einwohnerzahl im Kreis Vila Nova de Gaia (1801–2011) | Einwohnerzahl im Kreis Vila Nova de Gaia (1801–2011) | Einwohnerzahl im Kreis Vila Nova de Gaia (1801–2011) | Einwohnerzahl im Kreis Vila Nova de Gaia (1801–2011) | Einwohnerzahl im Kreis Vila Nova de Gaia (1801–2011) |
| ---------------------------------------------------- | ---------------------------------------------------- | ---------------------------------------------------- | ---------------------------------------------------- | ---------------------------------------------------- | ---------------------------------------------------- | ---------------------------------------------------- | ---------------------------------------------------- | ---------------------------------------------------- |
| 1801                                                 | 1849                                                 | 1900                                                 | 1930                                                 | 1960                                                 | 1981                                                 | 1991                                                 | 2001                                                 | 2011                                                 |
| 24.675                                               | 43.454                                               | 74.072                                               | 102.950                                              | 157.357                                              | 226.331                                              | 248.565                                              | 288.749                                              | 302.296                                              |

### Städtepartnerschaften
- Mosambik: Manhiça, Provinz Maputo (seit 2000)
- Spanien: Zamora, Provinz Zamora (seit 2005)
- Brasilien: Cotia, Bundesstaat São Paulo[1]

## Persönlichkeiten
| - Ferdinand Magellan (1480–1521), Seefahrer im Auftrag der spanischen Krone, erster Weltumsegler, Geschäftsmann (nicht vollständig bewiesen) - Manuel Bento Rodrigues da Silva (1800–1869), Bischof, Patriarch von Lissabon - José Sardinha (1845–1906), Architekt - António Soares dos Reis (1847–1889), Bildhauer und Hochschullehrer - Joaquim Domingues de Oliveira (1878–1967), Erzbischof von Florianópolis - António Teixeira Lopes (1866–1942), Bildhauer - Alves de Sousa (1884–1922), Bildhauer - Diogo de Macedo (1889–1959), Bildhauer, Museologe und Autor - Henrique Moreira (1890–1979), Bildhauer - Manuel Marques (1890–1956), Architekt und Hochschullehrer - José Maria Sá Lemos (1892–1971), Bildhauer - José Sousa Caldas (1894–1965), Bildhauer und Lehrer - Manuel Lima Fernandes de Sá (1903–1980), Ingenieur und Architekt - Guilherme Camarinha (1912–1994), Maler - Isolino Vaz (1922–1992), Maler, Journalist und Hochschullehrer - Fernando Azevedo (1923–2002), Maler - Salvador Caetano (1926–2011), Unternehmer der Automobilbranche - Maria Alberta Menéres (* 1930), Journalistin und Autorin - Alcino Soutinho (* 1930), Architekt - José Rentes de Carvalho (* 1930), Schriftsteller - António Manuel Louro Paula (* 1937), Fußballspieler - José Vaz (* 1940), Schriftsteller - Venceslau Fernandes (* 1945), Radrennfahrer - Joaquim Pinto Vieira (* 1946), Maler - António Sala (* 1949), Fernsehmoderator und Sänger - António Pinho Vargas (* 1951), Pianist und Komponist - Celeste Ferreira (* 1953), Malerin - Manuel Abranches de Soveral (* 1953), Historiker, Autor, Journalist und Verleger - Agostinho Santos (* 1960), Maler, Journalist und Autor - João Domingos Pinto (* 1961), Fußballspieler - Manuel Cunha (* 1962), Radrennfahrer - Paulo Barros (* 1963), Heavy-Metal-Gitarrist - Paulo Rangel (* 1968), Jurist und Politiker | - Vítor Baía (* 1969), Fußballtorwart - Cesário Costa (* 1970), Dirigent - Manuel Jorge da Silva Cruz (* 1972), Fußballtrainer - Rui Jorge (* 1973), Fußballspieler - Dalila Carmo (* 1974), Schauspielerin - Fernando Alvim (* 1974), Komiker, Fernseh- und Radiomoderator - Paula Cristina (* 1975), Fußballnationalspielerin - Fernando Jorge Tavares de Oliveira, genannt Bock (* 1975), Fußballspieler - António Jorge Pereira dos Santos (* 1976), Fußballspieler - Carolina Salgado (* 1977), Autorin - Jorge Carlos Santos Moreira Baptista (* 1977), Fußballtorwart - Reinaldo Ventura (* 1978), Rollhockeyspieler - Artur Dias (* 1979), internationaler Fußballschiedsrichter - Evandro Oliveira (* 1979), Kommunikationswissenschaftler, Journalist, PR-Berater und Dichter - Sérgio da Silva Pinto (* 1980), Fußballspieler - Ricardo Costa (* 1981), Fußballspieler - Manuel José Vieira (* 1981), Fußballspieler - Bruno Vale (* 1983), Fußballspieler - Jorge Miguel Dias Gonçalves (* 1983), Fußballspieler - Igor Miguel Castro da Rocha (* 1984), Fußballspieler - Ana Macedo (* 1985), Schriftstellerin - Vanessa Fernandes (* 1985), Leichtathletin - Nuno Miguel Sousa Pinto (* 1986), Fußballspieler - Rui Pedro Couto Ramalho (* 1988), Fußballspieler - Hugo Ventura (* 1988), Fußballspieler - Rui Pinto (* 1988), Fußball-Whistleblower - Cátia Tavares (* 1989), Schauspielerin - André Almeida Pinto (* 1989), Fußballspieler - Susana Santos (* 1992), Langstreckenläuferin - Ivo Oliveira (* 1996), Radsportler - Rui Oliveira (* 1996), Radsportler - Eduardo Filipe Mota Mendonça (* 1998), Handballspieler - Diogo Silva (* 1998), Handballnationalspieler - Martim Costa (* 2002), Handballnationalspieler - Francisco Costa (* 2005), Handballnationalspieler |